# Église Saint-Martin de Gémages
L'église Saint-Martin est une église catholique située à Gémages, en France, ancienne commune rattachée à la commune nouvelle de Val-au-Perche.

## Localisation
L'église est située dans le département français de l'Orne au cœur de l'ancienne commune de Gémages.

## Historique
La paroisse est connue dès le IXe siècle et l'église est de style roman.
Des travaux sont réalisés au XVe siècle, dont la construction du clocher-porche, des baies et des peintures murales. Des travaux ont lieu ultérieurement dont l'ajout d'une sacristie.
L'édifice est inscrit au titre des monuments historiques le 30 octobre 2000.